# Sociedade Etérea
Sociedade Aetherius (em inglês, Aetherius Society) é um novo movimento religioso fundado por George King em meados da década de 1950 como resultado do que King afirmou serem contatos com inteligências extraterrestres, a quem ele se referiu como "Mestres Cósmicos". O principal objetivo do crente é cooperar com esses Mestres Cósmicos para ajudar a humanidade a resolver os atuais problemas da Terra e avançar para a Nova Era.
É uma religião sincrética, baseada principalmente na Teosofia, mas também incorporando aspectos milenaristas, da Nova Era e da religião ufológica. As ênfases da religião incluem o altruísmo, o serviço comunitário, a adoração da natureza, a cura espiritual e o exercício físico. Os membros se reúnem em congregações não muito diferentes de uma igreja. John A. Saliba afirma que, ao contrário de muitas outras religiões OVNIs ou  da Nova Era, a Sociedade Aetherius é, na maior parte, considerada incontroversa, embora seus aspectos esotéricos e milenaristas sejam às vezes ridicularizados. A religião pode ser considerada como tendo uma práxis relativamente convencional, e os membros vêm da sociedade mainstream. A adesão a sociedade, embora internacional na composição, não é muito grande. David V. Barrett sugeriu em 2011 que o número de membros em todo o mundo chegava aos milhares, com o maior número de membros no Reino Unido, nos Estados Unidos (particularmente no sul da Califórnia) e na Nova Zelândia.